# Steenmosdiertje
Het steenmosdiertje (Scrupocellaria scruposa) is een mosdiertjessoort uit de familie van de Candidae. De wetenschappelijke naam van de soort is, als Sertularia scruposa, voor het eerst geldig gepubliceerd in 1758 door Carl Linnaeus. Deze struikvormige mosdiertjessoort wordt gegeten door diverse zeenaaktslakken, waaronder de breedkop-harlekijnslak, het blauwtipje en het wrattig tipje.

## Naamgeving
De oude Nederlandse naam "steencelpoliep" was zeer verwarrend, omdat een poliep een verschijningsvorm is die alleen voorkomt bij de niet nauw verwante neteldieren (Cnidaria), zoals kwallen. Daarom werd door zoölogen voorgesteld om voor deze soort de nieuwe Nederlandse naam "steenmosdiertje" te gebruiken, die minder verwarrend is.